# Лёсик, Иосиф Юрьевич
Ио́сиф (Язе́п) Ю́рьевич Лёсик (белор. Язэп Юр’евіч Лёсік, 6 [18] ноября 1883 — 1 апреля 1940) — белорусский общественный и политический деятель, писатель, публицист, языковед, педагог. Академик АН БССР (1928). Родной дядя Якуба Коласа.

## Биография

### Юность
Язеп Лёсик родился в крестьянской семье в д. Миколаевщина Минского уезда. С 1898 по 1899 год учился в Молодечненской учительской семинарии, в 1902 году окончил Новгород-Северское городское училище. В 1905 году был арестован за участие в революционных беспорядках и заключен в Новгород-Северскую тюрьму. В конечном итоге был пожизненно сослан в Иркутскую губернию, где сблизился с белорусским писателем Алесем Гаруном. Жил в Бодайбо и Киренске. Поддерживал связь с газетой «Наша нива».

### Февральская революция
После Февральской революции вернулся из ссылки в Беларусь и примкнул к Белорусской социалистической громаде, став одним из лидеров её правого крыла. Через некоторое время вошёл в Белорусский национальный комитет, в 1917—1918 гг. редактировал газету комитета «Вольная Беларусь».
В ходе съезда белоруских организаций и партий вошёл в Исполнительный комитет Центральной рады белорусских организаций, позднее — в Великую белорусскую раду. Во время второго съезда в июле 1917 года возглавлял Исполнительный комитет. Участник Первого всебелорусского съезда (конгресса). После Октябрьской революции публично выступал против большевиков и разгона конгресса.

### Гражданская война

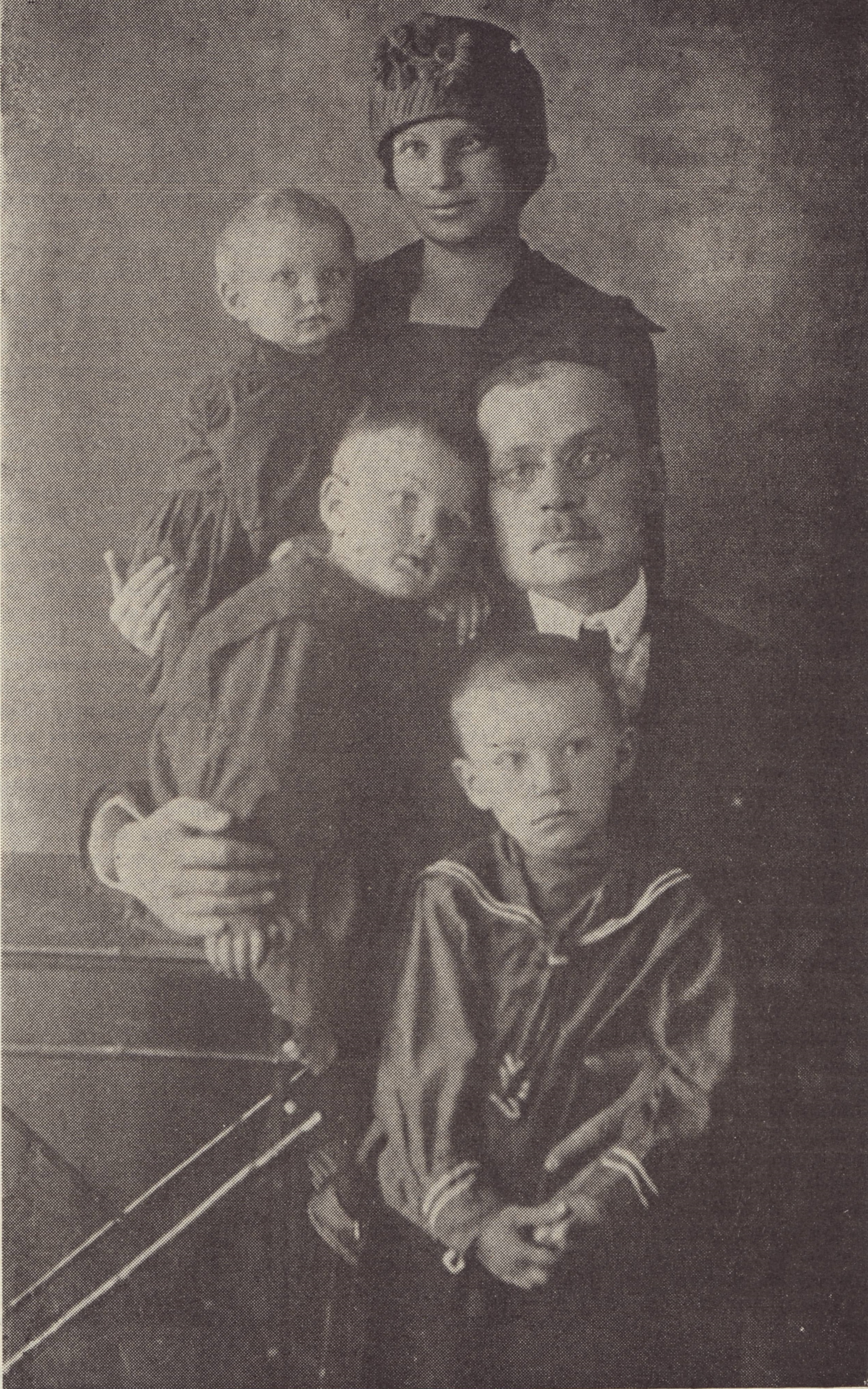
Язеп Лёсик с женой, Вандой Левицкой, и детьми

В период оккупации Беларуси немецкими и польскими войсками жил и работал в Минске, сотрудничал с Народным секретариатом Беларуси. Стал одним из инициаторов создания БНР и подписания акта о её независимости. 25 апреля 1918 года, наряду с другими деятелями БНР, подписал от имени Рады БНР телеграмму на имя Кайзера Вильгельма II, в которой заявил, что будущее Белоруссии возможно «только под опекой германской державы».
После раскола БСГ выступил одним из создателей новой партии — БДСП, а 14 мая 1918 стал председателем Рады БНР. После взятия Минска большевиками в декабре 1918 года был автоматически отстранен от должности и, в числе прочих руководителей БНР, объявлен вне закона.
Во время Советско-польской войны и польской оккупации Минска в 1919-1920 годах работал в газетах «Звон» и «Беларусь», в 1920 был редактором последней. После раскола рады БНР на Наивысшую и Народную рады БНР возглавил первую.
После окончания Гражданской войны остался в БССР. В июле 1920 года объявил о «признании принципов Советской власти» и отстранился от политики, занявшись научно-просветительской и литературной работой. Выступал с лекциями в БГУ и Белорусском педагогическом техникуме, в 1922 году был избран членом Инбелкульта, принимал участие в работе Терминологической комиссии, занимался переводами на белорусский язык и выступал одним из инициаторов реформы белорусской азбуки и правописания в 1926 году. В 1928 году, после образования АН БССР как преемницы Инбелкульта, также стал её членом.

### Аресты
Осенью 1922 года Лёсик был арестован ввиду признания его учебника белорусской грамматики «контрреволюционным», однако в защиту писателя выступил нарком просвещения БССР Всеволод Игнатовский, и в итоге он был признан невиновным и отпущен.
Во второй раз писателя арестовали в 1930 году по сфабрикованному делу «Союза освобождения Беларуси». Лёсик был лишен звания академика и сослан на пять лет в город Камышин. В 1934 году был амнистирован, но с запретом на возврат в Минск.

### Последние годы
В 1935 году, вскоре после амнистии, Лёсик с семьей переехал на Брянщину, устроился учителем русского языка в сельской школе. Весной 1937 года переселился в город Аткарск, преподавал в педагогическом техникуме.
В 1938 году был арестован в Саратове по обвинению в принадлежности к контрреволюционной организации, а 31 марта 1940 года приговорен к пяти годам лагерей за «антисоветскую агитацию» и предварительно заключен в саратовскую тюрьму. Согласно официальной версии, умер от голода.
В 1988 году Язеп Лёсик был полностью реабилитирован, а в 1990 году — восстановлен в звании академика АН БССР.
Автор нескольких рассказов и повестей, «Практической грамматики белорусского языка» (1922) и других книг по белорусской грамматике.

## Использованная литература
- Гарэцкі М. Лёсік Язэп // Гарэцкі М. Гісторыя беларускае літаратуры. Вільня, 1920.
- Багдановіч I., Жынкін А «Гэтага слаўнага пісьменніка чакаець яшчэ слаўнейшая будучыня» // За передовую науку. 1990. 4 мая.
- Мяснікоў А. «Жывіце без мяне…» // Полымя. 1992. № 1.
- Мяснікоў А. Нацдэмы. Лёс і трагедыя Фабіяна Шантыра, Усевалада Ігнатоўскага і Язэпа Лёсіха. Мн., 1993.
- Беларускія пісьменнікi: Біябібліяграфічны слоўнік. Т.4. Мн., 1994.
- Будзько I. Язэп Юр’евіч Лёсік (Да 120-годдзя з дня нараджэння) // Беларуская лінгвістыка. 2004. Вып.54.